# Lawes-paradicsommadár
A Lawes-paradicsommadár (Parotia lawesii) a madarak (Aves) osztályának a verébalakúak (Passeriformes) rendjébe, ezen belül a paradicsommadár-félék (Paradisaeidae) családjába tartozó faj.

## Előfordulása

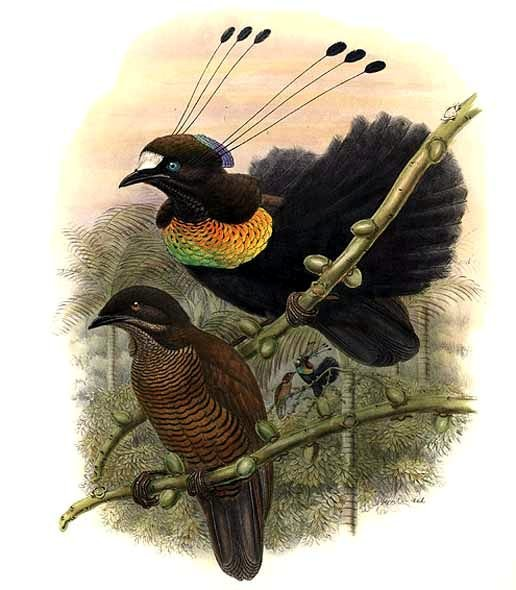
Festmény egy Lawes-paradicsommadár párról

A Lawes-paradicsommadár Pápua Új-Guinea egyik endemikus madara. Habár az állománynagysága még nincs pontosan meghatározva, az eddigi megfigyelések szerint feltételezhető, hogy ez a paradicsommadár az élőhelyén eléggé közönségesnek vagy gyakorinak számít.

## Megjelenése
Mint minden paradicsommadár esetében a Lawes-paradicsommadárnál is jelentős a nemi kétalakúság, azaz a két különböző nembéli madár megjelenésben eltér egymástól. A hím tollazata majdnem teljesen fekete; a homlokán, a csőr töve fölött, van egy fehér folt. A begyén világító zöld és narancssárga színű „pajzs” látható. Fejének két oldalán három-három hosszú, antennaszerű toll nő ki; ezek vége megvastagszik. Az udvarlás idején a hím a színes pajzsát, és az az alatti fekete tollait, szoknyaszerűn megemeli, balerina külsőt kapva; közben ide-oda „táncol”. A tánc közben az „antennái” ide-oda lobognak. A tojó színezete barna; a háti része sötétebb, a hasi része világosabb, fekete keresztcsíkozással.

## Életmódja
Ez a paradicsommadárfaj a talajon és annak közelében keresi a táplálékát, illetve tartja az udvarlási szertartásait.